# Дерьмонтин
«Дерьмонти́н» — третий студийный альбом группы «Чайф». Вышел в 1987 году. Включён в сводку «100 магнитоальбомов советского рока» Александра Кушнира.
В современные издания альбома («Багетная серия» 2003 года) включаются бонус-треки из магнитоальбома 1988 года «Лучший город Европы».

## История создания
За неполные две недели группе удалось записать около двух десятков композиций, которые затем были разделены на два альбома — «Дерьмонтин» и «Дуля с маком». Первый из них получился более впечатляющим и со временем стал классикой раннего «Чайфа». Название придумал Владимир Бегунов, умышленно написавший слово «дерматин» с тремя орфографическими ошибками.
Композиции «Твои слова красивы» и «Вместе теплей» посвящались свердловскому писателю Андрею Матвееву, который в 1984 году явился первооткрывателем и активным пропагандистом «Чайфа».

Возможно, «Дерьмонтин» оказался таким рок-н-ролльно-разгильдяйским альбомом, потому что отражал наше отношение к окружающему миру. Мы в то время ещё работали: кто в ментовке, кто на стройке, но изнутри нас все достало до крайней точки, и поэтому тот протест, который присутствует на альбоме, совершенно искренний. Из нас это пёрло на каждом шагу. Сегодня мы уже не пишем подобных песен, потому что это будет враньё. А тогда всё это было очень честно.
— Владимир Шахрин

## Список композиций
Все песни написаны Владимиром Шахриным, кроме (7) — авторы-импровизаторы: Владимир Шахрин, Владимир Бегунов, Антон Нифантьев, Владимир Назимов
| №                   | Название                | Длительность |
| ------------------- | ----------------------- | ------------ |
| 1.                  | «Шаляй-Валяй»           | 2:20         |
| 2.                  | «Твои слова красивы»    | 2:48         |
| 3.                  | «Четверть века»         | 2:00         |
| 4.                  | «Белая ворона»          | 3:15         |
| 5.                  | «Вольный ветер»         | 4:01         |
| 6.                  | «Пилот Косяков»         | 1:58         |
| 7.                  | «Балалайка-блюз»        | 0:41         |
| 8.                  | «Вместе теплей»         | 3:28         |
| 9.                  | «Rock'n'roll этой ночи» | 3:12         |
| 10.                 | «Rock'n'roll это я»     | 4:12         |
| Общая длительность: | Общая длительность:     | 27:55        |

| №                   | Название              | Длительность |
| ------------------- | --------------------- | ------------ |
| 11.                 | «Ветер Шалун»         | 4:00         |
| 12.                 | «Сибирский блюз»      | 3:00         |
| 13.                 | «Шабенина»            | 2:06         |
| 14.                 | «Лучший город Европы» | 3:35         |
| Общая длительность: | Общая длительность:   | 40:36        |

## Участники записи
Музыка
- Владимир Шахрин — гитара, губная гармоника, туба (6, 7), вокал;
- Владимир Бегунов — гитара, балалайка (5, 7), губная гармоника, бэк-вокал;
- Антон Нифантьев — бас-гитара, клавишные, перкуссия, бэк-вокал;
- Владимир Назимов — барабаны, перкуссия, бэк-вокал;
- Алексей Густов — бэк-вокал (1, 5, 8);
- Леонид Баксанов (администратор группы) — бэк-вокал (10);
- Павел Устюгов — гитара (11—14);
- Игорь Злобин — барабаны (11—14).

Запись и сведение
- Алексей Густов — запись, оформление обложки (1987)
- Владимир Елизаров — запись (11—14)